# 1996 뽕
"1996 뽕"은 1996년에 개봉한 대한민국의 영화이다.
예능 프로그램에서는 코미디 캐릭터였던 조형기가 무명 시절엔 야한 영화에 남자 주인공으로 출현하기도 한 연기자였다고 알린 영화이다.

## 캐스팅
- 이유정 : 안협집 역
- 조형기 : 삼돌 역
- 최종원 : 삼보 역
- 최주봉 : 칠성 역
- 양택조 : 황영감 역
- 권은아 : 칠성네 역
- 정욱 : 임초시 역
- 박종설 : 이장 역
- 오희찬 : 치섭 역
- 곽만용 : 용팔 역
- 김경애 : 용팔네 역
- 이석구 : 구신 역
- 변은영 : 구신네 역
- 강유일 : 춘식 역
- 최민금 : 춘식네 역
- 정동일 : 귀복 역
- 신신범 : 이장동생 역
- 유명순 : 신씨 역
- 박예숙 : 똥순네 역
- 조학자 : 이장댁 역
- 추봉 : 춘식부 역
- 유일문 : 용팔부 역